# Brachyrhopala aurimaculata
Brachyrhopala aurimaculata là một loài ruồi trong họ Asilidae. Brachyrhopala aurimaculata được Clements miêu tả năm 2000. Loài này phân bố ở miền Australasia.